# عيد شريفي
```
                                                                                                                                                                                                                                                                                                                                                                                                                                                                                                                                                                                                                                                                                                                                                                                                                                                                                                                                                                                                    
```

عيد شريفي ( مواليد 1952)، هو مدرس وعالم دين جزائري، ومن دعاة الدعوة السلفية في الجزائر.

## نبذة
هو الشيخ الرحالة أبو عبد الباري العيد بن سعد شريفي السطايفي (نسبة لمدينة سطيف بشرق البلاد) الجزائري
يقول الشيخ موضحا لنسبة (شريفي) :هي من تحريفات الاستعمار الفرنسي الغاشم فتم تحريف اسم جده (شريف) إلى شريفي

## نشأته العلمية
كان الشيخ مديرا للمستخدمين بالجزائر العاصمة وهو بعد لايزال شابا جاوز العشرين من عمره بقليل ثم تحولت مسيرته وحياته العلمية كليا فسافر للمملكة العربية السعودية في نهاية سنة 1976م واستطاع الالتحاق بالثانوية الشرعية التابعة للجامعة الإسلامية بالمدينة المنورة فتم قبوله في السنة الثالثة ثانوي فأخذ الثانوية العامة (البكالوريا) ثم التحق بعدها بالجامعة الإسلامية ودرس بكلية الحديث فنهل الشيخ من أساتذة الجامعة في ذلك الوقت كما نهل الشيخ واستفاد من الحلقات والدروس العلمية الكثيرة التي كانت تقام في المسجد النبوي على يد العلماء في علوم شتى طيلة مدة اقامته بالمدينة النبوية.
وكان تخرج الشيخ سنة 1981م وبقي بالمدينة النبوية سنتين بعد تخرجه.
وفي شهر جوان من سنة 1983م رجع الشيخ لوطنه بعد رحلة دامت سنوات ببلاد الحجاز وفي نفس السنة أقيمت مسابقة للالتحاق بالدراسات العليا بمعهد أصول الدين بالجزائر العاصمة فشارك فيها واجتاز الامتحان فكان طالبا بالسنة الأولى ماجستير وفي نفس الوقت مدرسا مساعدا في كلية العلوم الإسلامية فكان من أوائل المدرسين بها وهو لا يزال أستاذًا لمادة: علوم الحديث
وفي سنة 1987م تحصل الشيخ على شهادة الماجستير بكلية العلوم الإسلامية بالجزائر تخصص الحديث وعلومه وكانت أطروحته العلمية التي قدمها بعنوان: (أسباب اختلاف الفقهاء في الأخذ بالحديث)

## مشايخه
- الشيخ عبد المحسن بن حمد العباد رئيس الجامعة الإسلامية سابقا والمدرَّس بالمسجد النبوي
- الشيخ محمد أمان الجامي رئيس قسم العقيدة بالجامعة الإسلامية سابقا و المدرَّس بالمسجد النبوي
- الشيخ  عبد الغفار الهندي[3] - أستاذ الفقه بكلية الحديث بالجامعة الإسلامية -
- الشيخ ربيع بن هادي المدخلي رئيس قسم السنة بالجامعة الإسلامية سابقا
- الشيخ عطية بن محمد سالم القاضي بالمحكمة الكبرى بالمدينة النبوية والمدرَّس بالمسجد النبوي
- الشيخ عمر فلاتة المدرَّس بالمسجد النبوي
- الشيخ أبو بكر جابر الجزائري المدرِّس بالمسجد النبوي وأستاذ التفسير بكلية الشريعة .
- الشيخ محمد سلامة المصري

كما التقى الشيخ العيد بمحدث العصر الشيخ محمد ناصر الدين الألباني مرتين أو ثلاث كان لها الأثر الطيب عليه

## من زملائه الجزائريين أيام الطلب بالجامعة الإسلامية
1- الشيخ الدكتور أبي عبد المعز محمد علي فركوس
2- الشيخ أبي سعيد بلعيد بن أحمد الجزائري
3- الشيخ الأستاذ محمد بن مكي – أستاذ الفقه بكلية العلوم الإسلامية بالجزائر-
4- الشيخ أبي عبد التواب عبد المجيد ريّاش

## محطات هامة من حياته
كان من أوائل من حارب الحزبية ودعاتها ولايزال.
كان دور هام وبارز في اطفاء نار الفتنة التي حدثت ببلد الجزائر حيث قام وقتها بمناصحة من حملوا السلاح وصعدوا للجبال فغامر بنفسه ولم يبال ساعيا للإصلاح ناصحا لهم فكانت جلساته مشهورة ومناظراته معلومة معروفة أثمرت في رجوع الكثير منهم بعد فضل الله على يديه[بحاجة لمصدر]
عُرف الشيخ بوقوفه وصموده أمام فتنة التجريح والتبديع التي طالت الفضلاء وأناسا أبرياء فكان لدعاتها بالمرصاد فاضحا لهم على رؤوس الأشهاد فلحقته بسبب ذلك اتهامات باطلة ودعاوى زائفة سعى فيها خصومه (لا يزال الشيخ ليومنا هذا يقول عنهم اخواننا) لتشويه مسيرته العلمية وتاريخه الناصع.

## دروس
كان للشيخ نشاط وهمة في التدريس والإرشاد فقديما كانت منطقة باب الوادي بالجزائر العاصمة حافلة بدروسه في العقيدة والتوحيد ومحاضراته بكلية العلوم الإسلامية بالعاصمة مشهورة معروفة يحضرها طلبة العلم من داخل وخارج الجامعة
كما عُرف الشيخ بكثرة رحلاته الدعوية في وطنه الجزائر فتجده كثير الترحال والتنقل بين ولايات الوطن في الشرق والغرب والصحراء .
ومن الكتب التي قام الشيخ بتدريسها:
- كتاب الاعتصام للامام الشاطبي
- كتاب القول المفيد في شرح كتاب التوحيد للعلامة ابن عثيمين
- كتاب سبل السلام شرح بلوغ المرام للامام الصنعاني – ولا يزال مستمرا -
- كتاب ضوابط الجرح والتعديل للدكتور عبد العزيز عبد اللطيف –بكلية العلوم الإسلامية-
- كتاب الباعث الحثيث شرح اختصار علوم الحديث للعلامة أحمد شاكر –بكلية العلوم الإسلامية-
- كتاب الفوائد للامام ابن القيم
- كتاب قواعد التحديث للعلامة جمال الدين القاسمي
- كتاب التوحيد للامام محمد بن عبد الوهاب

شرح رسالة الاصول من علم الأصول للعلامة ابن عثيمين –بمدينة عجمان بدولة الإمارات العربية المتحدة- سنة 1997م
إضافة للمحاضرات والمجالس التي عقدها الشيخ في ربوع هذا الوطن الحبيب ولا زالت مستمرة.

## مؤلفاته
للشيخ بعض الرسائل العلمية النافعة منها:
- هداية الحيارى والتائهين إلى معرفة كمال الدين
- القول المعتبر لمسافة القصر في السفر
- 3لطريق إلى السعادة
- شرح الأصول الستة للشيخ محمد بن عبد الوهاب – وهي موجودة في الموقع-
- القول الزلال في موقف المسلم من الزلزال
- تبصير الأعشى في وقت أذكار المسا – ستطيع قريبا-

## وصلات خارجية
- الشيخ العيد شريفي  - من أنا ؟ على يوتيوب.
- رأيكم بالشيخ العيد شريفي  - الشيخ علي الحلبي على يوتيوب.
- الشيخ العيد في اروع  دوروس على يوتيوب.
- شرح كتاب "الأصول من علم الأصول" للشيخ العيد شريفي بمدينة عجمان الإماراتية 1997م -الشريط 1- على يوتيوب.